# Kálium-manganát
A kálium-manganát egy szervetlen só. A képlete K2MnO4. A káliumionok mellett manganát- (MnO2−4) anionokat tartalmaz. A mangán oxidációs száma benne +6. Sötétzöld színű, kristályos vegyület, vízben oldódik. Vizes oldata zöld színű. Köztes termék a kálium-permanganát gyártásánál.

## Kémiai tulajdonságai
A kálium-manganát csak lúgos kémhatású oldatban stabil, savas kémhatás esetén autooxidációs folyamat játszódik le, diszproporcionálódik. Ez azt jelenti, hogy a kálium-manganát részben kálium-permanganáttá oxidálódik, részben mangán-dioxiddá redukálódik. Ekkor az oldata a képződő permanganát miatt ibolyaszínű lesz.
{\displaystyle \mathrm {3\ K_{2}MnO_{4}+2\ H_{2}O\rightarrow 2\ KMnO_{4}+MnO_{2}+4\ KOH} }
Hevítés hatására elbomlik, oxigén fejlődik.

## Előállítása
A mangán-dioxidot kálium-hidroxiddal olvasztják össze, majd ez oxidálódik kálium-manganáttá a levegő oxigénje vagy más oxidálószerek hatására.
{\displaystyle \mathrm {2\ MnO_{2}+4\ KOH+O_{2}\rightarrow 2\ K_{2}MnO_{4}+2\ H_{2}O} }
Oxidálószerként az ipari gyakorlatban rendszerint nitrátokat használnak, de klorátok vagy más oxidálószerek is használhatóak.

## Felhasználása
A kálium-manganát köztes termék a kálium-permanganát gyártásakor. A kálium-permanganát gyártása barnakőből (mangán-dioxidból) indul ki. Ezt először kálium-manganáttá alakítják (lásd Előállítása szakasz), majd ezt oxidálják kálium-permanganáttá elektrolízissel, anodikus oxidációval.